# Fossfjörður
Il Fossfjörður (in lingua islandese: Fiordo della cascata) è uno dei cinque fiordi che formano i Suðurfirðir (Fiordi meridionali), diramazione dell'Arnarfjörður, situato nella regione dei Vestfirðir, i fiordi occidentali dell'Islanda. 

## Descrizione
Il Fossfjörður è il più meridionale dei cinque fiordi che formano i Suðurfirðir e anche l'unico tuttora abitato. È largo due chilometri e si estende per quattro chilometri nell'entroterra.
Il fiordo prende il nome dalla fattoria Foss (in lingua islandese: cascata), che si trova all'interno del fiordo. Nel fiordo era presente anche un'altra fattoria chiamata Dufansdalur (valle di Dufan), che ora è abbandonata. La fattoria prende il nome da Dufan, un liberto, cioè uno schiavo liberato del colono Án rauðfeldur Grímsson, che visse a Dufansdalur prima di trasferirsi a Hrafnseyri a nord di Arnarfjörður.

## Accessibilità
La strada S63 Bíldudalsvegur attraversa tutto il fiordo. La S63 è asfaltata solo fino all'aeroporto di Bíldudalur, posto sulla sponda occidentale del fiordo e collega la località di Patreksfjörður con la strada S60 Vestfjarðavegur a nord.